# Michail Nikolajewitsch Suprun

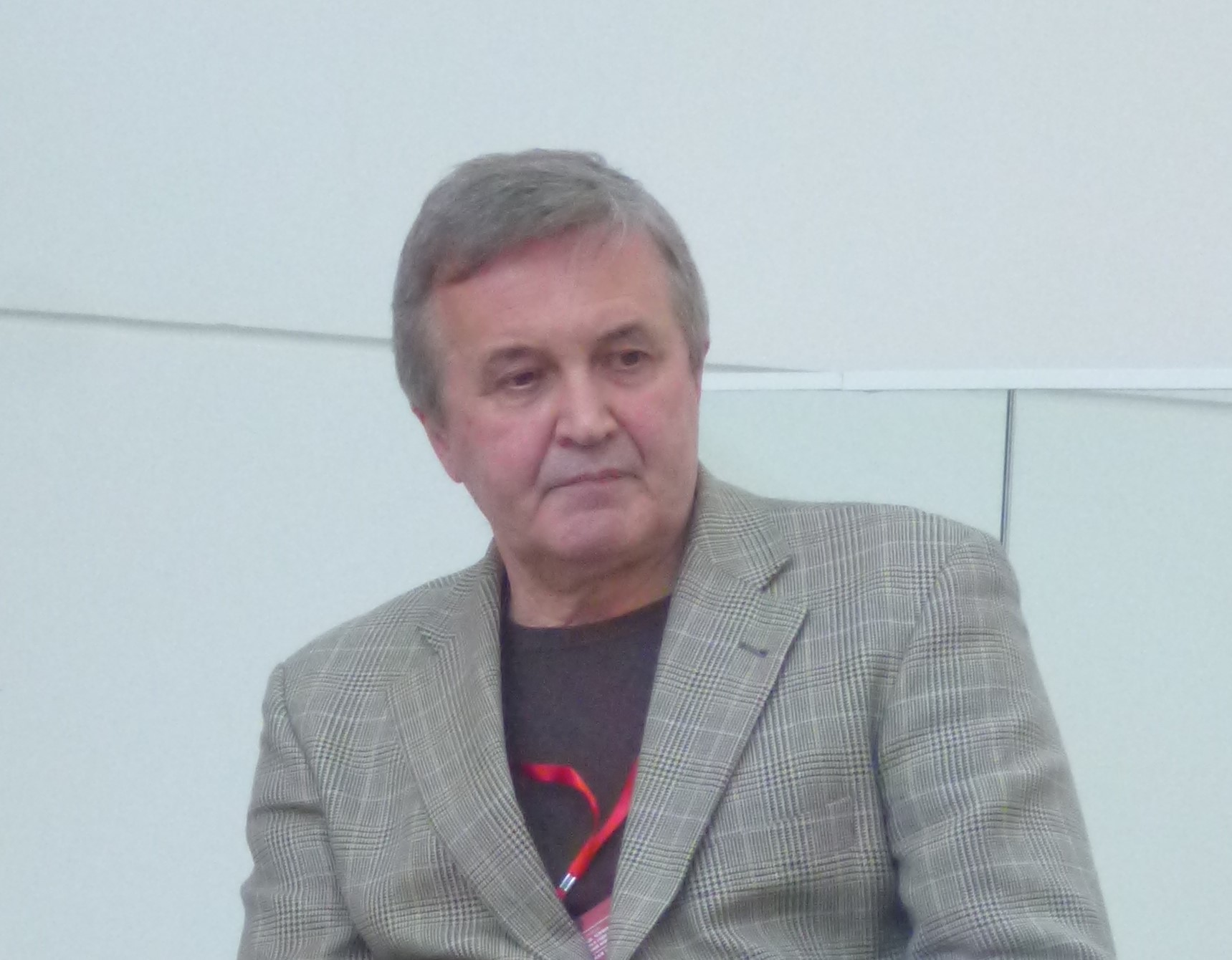
Michail Nikolajewitsch Suprun, 2021

Michail Nikolajewitsch Suprun (russisch Михаил Николаевич Супрун; * 5. April 1955 in Molotowsk) ist ein russischer Historiker an der Pomorischen Staatlichen Universität in Archangelsk, der zur Verfolgung der Russlanddeutschen in der Stalin-Ära forscht und im Zusammenhang mit der Veröffentlichung seiner Ergebnisse zurzeit in Russland in Abwesenheit vor Gericht steht.

## Forschungsarbeit
Suprun forscht, „als erster russischer Historiker“, im Auftrag des Deutschen
Roten Kreuzes zum Schicksal deutschstämmiger Sowjetbürger und deutscher Kriegsgefangener, die während des Zweiten Weltkriegs unter Stalin in Straflager in die Eismeerregion Archangelsk deportiert wurden. Supruns auf vier Bände angelegtes Werk, zu dem er in den Archiven in jahrelanger Forschungsarbeit zu über 5000 Einzelfällen recherchiert hatte und das er als sein „Lebenswerk“ bezeichnet, stand kurz vor der Herausgabe.

## Razzia des FSB
Im Herbst 2009 beschlagnahmte der russische Geheimdienst FSB in Supruns Büro an der Universität und in seiner Privatwohnung in Archangelsk Computer, Dateien, Dokumente und Bücher. Die Datensätze gelangten jedoch in Kopie über den Polizeimajor Alexander Dudarew, den Leiter des regionalen Informationszentrums der Polizei, an das Deutsche Rote Kreuz.

## Strafverfahren
Suprun wurde deswegen zusammen mit Dudarew in Archangelsk wegen Verstößen gegen Datenschutzbestimmungen und Verletzung der Privatsphäre angeklagt. Mit Dudarew habe er auch „auf eigene Prokura“ einen Nutzungsvertrag abgeschlossen, worin die Staatsanwaltschaft eine Kompetenzüberschreitung sieht. Kläger ist auch die Familie eines Russlanddeutschen, deren Familien- und Privatgeheimnisse Suprun unerlaubt preisgegeben haben soll. Russische Bürgerrechtler vermuten politische Hintergründe für den Prozess. In Deutschland kritisierte, neben der Menschenrechtsbewegung Memorial, die frühere Bundesbeauftragte für die Stasiakten, Marianne Birthler, bereits 2009 die Behandlung Supruns in einem Brief an den russischen Präsidenten Dmitri Medwedew als „anachronistisch“. Suprun selbst hatte erklärt, mit den gegen ihn erhobenen Vorwürfen könne man – bösen Willen vorausgesetzt – „jeden Journalisten, Biografen oder Herausgeber von Enzyklopädien vor den Kadi zerren“. Ursprünglich wollte die Staatsanwaltschaft sogar Anklage wegen Landesverrats erheben, scheiterte aber an der „dürftigen Beweislage“. Suprun wird auch vom Leiter des russischen Staatsarchivs, Sergej Mironenko, unterstützt, der argumentiert, dass die von Suprun verwendeten Dokumente keinen Geheimhaltungsstempel trügen und Forscher aus ihnen zitieren dürften. Suprun drohen im Falle einer Verurteilung zwei Jahre Haft und drei Jahre Berufsverbot. Der Prozess findet in Abwesenheit des Angeklagten statt, der in Polen arbeitet.